# آگوستین فالوتیک
آگوستین فالوتیک (انگلیسی: Agustín Falótico؛ زادهٔ ۲۲ فوریهٔ ۱۹۹۸) بازیکن فوتبال اهل آرژانتین است.